# Портер, Джордж
Джо́рдж По́ртер (англ. George Porter, Baron Porter of Luddenham; 6 декабря 1920, Стейнфорт, Йоркшир — 31 августа 2002, Кентербери) — английский физикохимик, лауреат Нобелевской премии по химии 1967 года, совместно с Рональдом Норришем и Манфредом Эйгеном, — «За исследования экстремально быстрых химических реакций, стимулируемых нарушением равновесия с помощью очень коротких импульсов энергии».
Член Лондонского королевского общества (1960), Папской академии наук (1974), иностранный член Национальной академии наук США (1974), Индийской национальной академии наук (INSA, 1986), Академии наук СССР (1988; с 1991 — Российской академии наук). Рыцарь-бакалавр с 1972 года. Почетный член Нью-Йоркской академии наук (1968) и академии «Леопольдина».

## Биография
Образование получил в Лидсском и Кембриджском университетах (1938—1941). В 1941—1945 годах служил в армии. В 1949—1954 годах преподавал в Кембриджском университете, в 1955—1963 годах в Шеффилдском университете; в 1963—1966 профессор химии, а с 1966 года директор Королевского института Великобритании. Президент Международного комитета по фотобиологии (с 1968); президент Химического общества Великобритании (с 1970).
В 1992 году подписал «Предупреждение человечеству».

## Награды и отличия
- 1955 — Премия Кордэй−Моргана[англ.]
- 1967 — Нобелевская премия по химии
- 1971 — Медаль Дэви
- 1976 — Премия Калинги
- 1977 — Бейкеровская лекция
- 1978 — Медаль Румфорда
- 1980 — Фарадеевская лекция
- 1981 — Кельвиновская лекция
- 1991 — Премия Майкла Фарадея
- 1992 — Медаль Копли

Орден Заслуг (1989).